# Шу (царство)
Шу (кінець XI століття до н. е. —316 до н. е. роки) — держава на території сучасної КНР, що існувала на заході Сичуанської западини. Тривалий час мала власний розвиток, окремий від інших китайських держав період Чуньцю і Чжаньґо. З V ст. до н. е. вимушена була протистояти державам Чу, а потім Цінь. У війнах з останньою 316 року до н. е. була підкорена й перетворена на васала. Остаточно припинило існування близько 278/277 року до н. е.

## Історія

### Початковий період
Предками держави Шу були культури Саньсіндуй і Цзіньша. Давні шусці або були частиною цих утворень, або зазнали впливу з їх боку. Відомо також, що у 1046 році до н. е. під час походу чжоусців проти держави Шан війська шусців брали участь на боці перших. Згідно з даними археологів, Саньсіндуй близько 1000 року до н. е. прийшла в занепад (остаточно наприкінці IX ст. до н. е.) Однією з можливих причин був потужний землетрус. Ймовірно в цей час відбувався процес державоутворення, внаслідок чого виникла держава Шу.
Через особливості свого географічного положення держава Шу, існувало в значній ізоляції від північнокитайських держав, від яких воно було відрізано горами, тому воно рідко згадується в китайських джерелах епохи Чжоу. У пізніх китайських міфах згадується князівство Шу і його перший правитель Цаньцун 9власне ім'я невідоме, це лише китайський варіант), який за легендою став засновником шовківництва і одночасно став першим володарем Шу. Згідно китайської хроніці, Цаньцун мав вирячені очі, що відповідає тогочасному образу варвара. Легенди інших напівміфічних володарів Шу, насамперед Дую, який нібито навчив шусців землеробству, а після смерті перетворився на зозулю. Ймовірніше на початковому етапі шу являло собою федерацію племен, об'єднаних один з родів. Володар виконував жрецькі функції. Напевне в організації шу мало багато схожого з державою Шан.

### Розвиток

Напис «Шу» з печатку держави (зверху)

Самостійний розвиток Шу призвів до більш повільного розвитку адміністративної системи на відміну від держави Чжоу. В подальшому шу зазнало впливу держави Чу, що в свою чергу мало більш тісні культурні та економічні зв'язки з китайськими державами.
У 666 році до н. е. (втім ця дата є дещо умовною) Белін заснував династію Каймін. Пізніші хроніки повідомляють, що представники роду Каймін спочатку зміцнилися на крайньому півдні Шу, а потім зробили військовий похід вгору по річці Мін, в ході якого здобули перемогу над Дую. Достовірні відомості про державу Шу з'являються лише в зв'язку з контактами і зіткненнями з давньокитайськими державами.
У 474 році до н. е. посли Шу прибули до держави Цінь, в результаті чого в китайських хроніках був зафіксований перший контакт між цими двома державами. Пізніше війська Шу перейшли гори Ціньлін і підійшли до цінської столиці Юн. У 387 році до н. е. відбулася нова війна з Цінь, вирішальна битва сталася біля Ханьчжун у верхній течії річки Хань.

### Загибель
У 316 році до н. е. втрутившись в справи невеличкої держави Цзюй, де держава Шу мала свої інтереси, Цінь в союзі з державою Ба розпочало війну проти держави Шу. Вирішальна битва відбулася біля Цзаймену (місто на річки Цзяйлін) в державі Ба. Унаслідок кількаденних боїв військо Шу зазнало поразки, а її володар Цзу загинув. В цей же час Цінь захопило державу Ба.
Шу було поставлено у васальну залежність від Цінь. На чолі держави поставлено Яотуна, сина Цзу. Втім фактична влада належала цінському губернатору. При цьому статус Яотуна було знижено з вана (правителя) до хоу (маркиза). При цьому над Шу було встановлено жорсткий військовий контроль, який з часом тільки посилювався, оскільки Цінь почала створювати свої залоги і стала активно заселяти шу своїми колоністами.
У 311 році до н. е. шуський чиновник Чень Чжуан підняв заколот і вбив Яотуна. В результаті було оголошено незалежність Шу. Втім невдовзі повстання було придушено, а Ченя страчено. Правителем був призначений інший представник династії Каймін — Хуей-хоу, який в 301 році до н. е. заплутався в складних політичних інтригах і в страху під загрозою нового вторгнення цинської армії наклав на себе руки. Його син Вань-хоу правил областю до 285 році до н. е. до н. е., поки не був страчений цінського владою. Призначений ціньцям його наступник також повстав проти загарбників, після чого ціньці остаточно позбавили династію Каймін влади і впровадили в Шу пряме правління через свою адміністрацію. Ймовірно це відбулося близько 278 року до н. е. після значної поразки Цінь над чу, коли було захоплено столицю останнього.
За в'єтнамськими джерелами частина знаті та правлячого роду перебралася на південь, де представник Шу (у в'єтнамському варіанту Тхук) Ан Зионг-вионг заснував власну династію та створив державу Аулак.

## Територія і населення
Охоплювала західну частину Сичуані. Північним кордоном була південна частина долини річки Хань та гори Цінлін (межувало з державою Цінь), на сході — державою Ба, на заході — тибетські племена. В давнину Шу була назвою Сичуані, лише з XIII ст. остаточно закріпилася назва Сичуань замість Шу. Столиця держави Шу, на думку дослідників, розташовувалася спочатку в районі Саньсіндуй.
Про етноси Шу немає відомостей, проте знано, що воно не було китайським. Вважається, що це були тибето-бірманські племена, можливо предки сучасних туцзянам або цянам. Китайські дослідники звернули особливу увагу на бронзові маски з рясними бровами і великими очима, рівним носом, сплющеними губами і без підборіддя. Вони сильно відрізняються рисами обличчя від етнічного типу сучасного місцевого китайського населення Сичуані і більше нагадують антропологічний тип людей близькосхідних цивілізацій. Також звертають увагу на схожість з давнім народом ба (основу конфедерації держави Ба).
З 316 року до н. е., коли Шу було захоплено Цінь починається асиміляції та колонізація держави, багато населення було знищена. В результаті відбувається міграція на південь, ймовірно до території сучасного північного В'єтнаму.

## Економіка
Було налагоджено виробництво кераміки, жертовних та музичних інструментів і видобуток корисних копалин, насамперед заліза й міді. Також в значній кількості експортувалася деревина. Значного розвитку досягло бронзове і кольорове ливарство, обробка нефриту, слонової кістки, каменю. Крім того, тут розвинулося шовківництво. Основними напрямками торгівлі було конфедерація — держава Ба, держави Чу і Цінь. Крім того, торговельні шляхи йшли на південь — до племінних утворень на території сучасних В'єтнаму і Лаосу.

## Культура
Знайдені в Саньсіндуй речі виготовлено в стилі, досить відмінному від тих, що виготовлялися в державах на півночі сучасного Китаю. Культура Саньсіндуй, на думку китайських археологів, відповідає державі Шу. Переселення племен ба у V столітті до н. е. на думку вчених призвів до утворення змішаної культури Шу-Ба. Система писемності цієї культури існувала окремо від китайських ієрогліфів. Написи на бронзових судинах досі не розшифровані. На зброї, застібках і бронзовому посуді в могильниках східної Сичуані були написи одним піктографічним шрифтом. Ще один шрифт знайдено в західній і східній Сичуані. Вважається, що знаки були фонетичними, знайдено схожість деяких символів зі знаками більш пізнього письма Ї. Третій шрифт відомий лише з написів на посуді в могильнику Байхутань (Ченду).

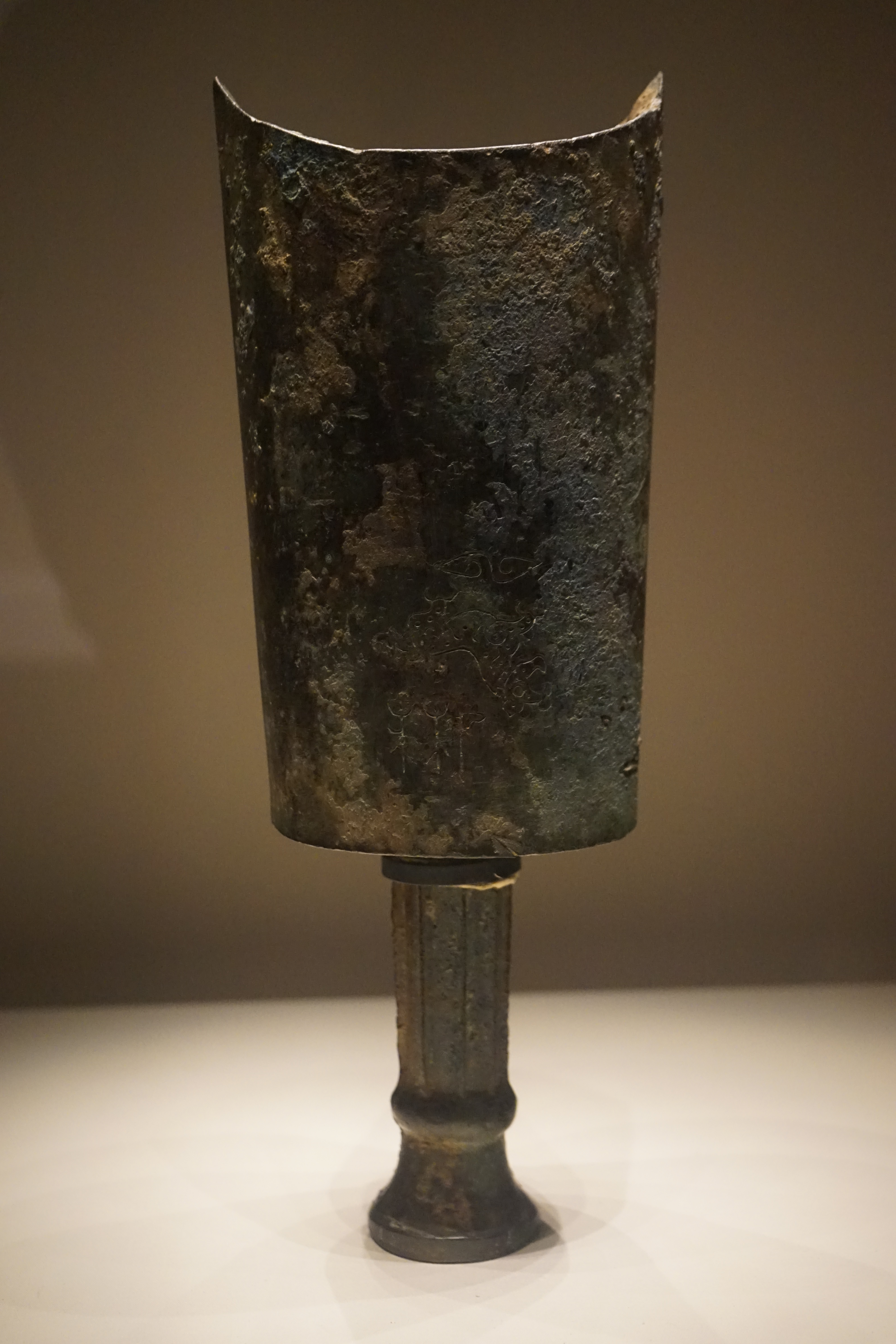
Чжен (ударний інструмент)
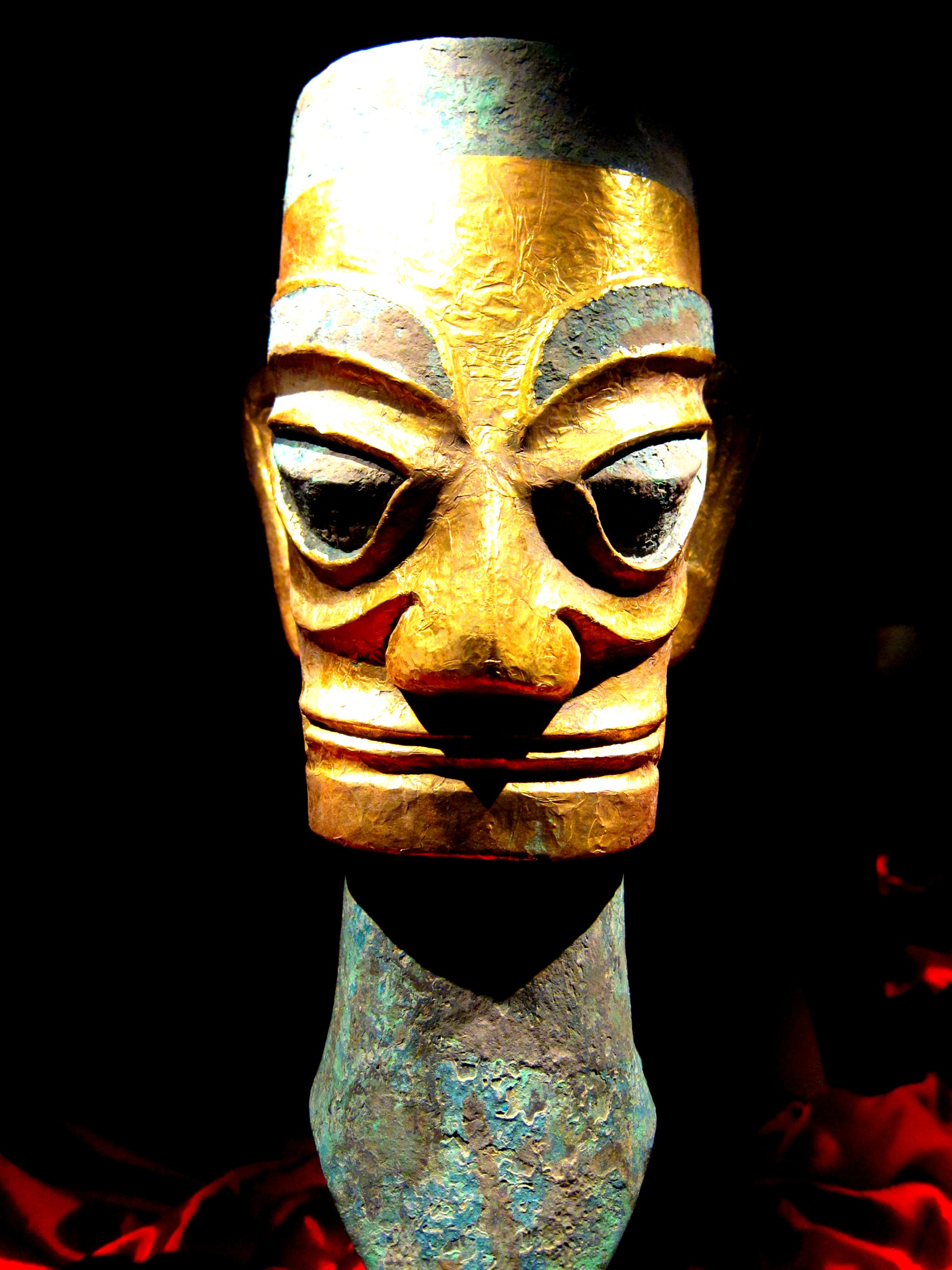
Бронзова маска з позолотою (період Сансіндуй)
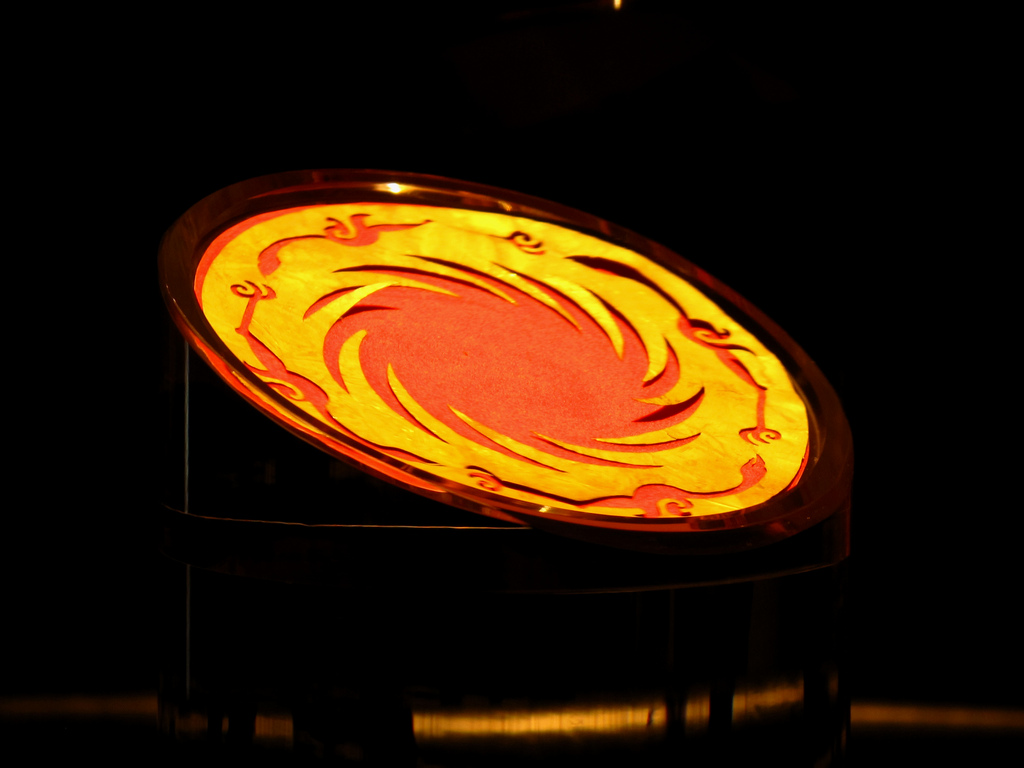
«Сонячні птахи» (період Цзіньша)